# 大谷英子
大谷 英子（おおたに えいこ、1985年7月29日 - ）は、日本の女優。
東京都出身。ヒラタオフィスに所属していた。

## 略歴
- 2008年9月、『東南角部屋二階の女』で映画作品デビュー。
- 2010年6月、『東京リトル・ラブ セカンドシーズン』で連続ドラマ初レギュラー出演。

## 出演

### テレビドラマ
- 未来遊園地〜幽霊少女と観覧車〜（2007年9月28日、テレビ朝日） - タケコ 役
- アテンションプリーズ スペシャル オーストラリア・シドニー編（2008年4月3日、フジテレビ）
- 不毛地帯 第5話（2009年11月12日、フジテレビ）
- 東京リトル・ラブ セカンドシーズン （2010年6月30日 - 8月19日、フジテレビ） - 新川明日香 役
- カクセイ〜恐怖に目覚める6つのストーリー〜 第3話 「循環」（2011年3月31日、フジテレビ）
- 幸せになろうよ 第10話 - 最終話（2011年6月20日 - 27日、フジテレビ） - 森奈津美 役
- 絶対零度〜特殊犯罪潜入捜査〜 Case.9 - Last case（2011年9月6日 - 20日、フジテレビ） - 関根素子 役
- 大河ドラマ 平清盛 第9話 - 第10話（2012年3月4日 - 11日、NHK） - 藤原聖子 役
- 恋愛検定 第2話（2012年6月10日、NHK BSプレミアム） - 甘粕静香 役
- 連続テレビ小説 梅ちゃん先生 第147話 - 第148話（2012年9月19日 - 20日、NHK） - 川本聡子 役
- MONSTERS 第7話（2012年12月2日、TBS） - 小島とよ子 役
- ゴーイング マイ ホーム 第8話（2012年12月4日、関西テレビ） - 森谷凛 役
- 最高の離婚 第2・4話（2013年1月17日・31日、フジテレビ） - 光永詩織 役
- 夜行観覧車 第4話（2013年2月8日、TBS） - 吉川みどり 役
- 鴨、京都へ行く。-老舗旅館の女将日記- 第6・9話（2013年5月14日・6月4日、フジテレビ） - 西野素子 役
- 幸せになる3つの買い物 「ウェディングドレスを買った女」（2013年6月25日、関西テレビ） - 加納雪 役
- 抱きしめたい! Forever（2013年10月1日、フジテレビ） - 大倉樹李亜 役
- 独身貴族 第1話（2013年10月10日、フジテレビ）
- 都市伝説の女 Part2 最終話（2013年11月22日、テレビ朝日） - 彩名りえ 役
- 相棒 Season12{第8話（2013年12月4日、テレビ朝日） - 矢嶋小百合 役
- "新参者"加賀恭一郎 「眠りの森」（2014年1月2日、TBS） - 森井靖子 役
- SMOKING GUN〜決定的証拠〜 第5話 - 第6話（2014年5月7日 - 14日、フジテレビ） - 蔵森優美 役
- 若者たち2014 第1話（2014年7月9日、フジテレビ） - 市ノ瀬沙紀 役
- HERO 第2話（2014年7月21日、フジテレビ） - 宮原祥子 役
- 3つの街の物語 (2015年6月7日、TBS)
- 警視庁捜査一課9係 season10 第7話（2015年6月10日、テレビ朝日） - 相馬美音子 役

### 映画
- 東南角部屋二階の女（2008年9月20日、トランスフォーマー / ユーロスペース） - 長嶺アヤ 役 [1]
- フィッシュストーリー（2009年3月20日、ショウゲート） - 絵里 役
- 鴨川ホルモー（2009年4月18日、松竹） - 細川珠実 役
- cage[2]（2010年6月19日[3]、東京芸術大学） - 小出美加 役 [4]
- ボーイズ・オン・ザ・ラン（2010年1月30日、ファントム・フィルム） - 長谷川茜 役
- 三色映画 「そぼろごはん」（2010年7月17日、ニューシネマワークショップ） - 千田あいこ 役[5]
- 揺れに揺られて揺られてゆらり[6] - 主演・浮目アサ 役
- ソクラティック・ラブ[7]（2012年3月24日[8]、東京芸術大学） - 木下カノ 役[9]
- ジャッジ!（2014年1月11日、松竹）
- D坂の殺人事件（2015年2月14日） - 明智文代 役
- ソ満国境 15歳の夏（2015年8月1日） - 古賀遥 役

### 短編映画
- ゼンマイ式夫婦（2014年）

### 舞台
- エブリ リトル シング'09[10]
  - 「リトル 編」（2009年8月10日 - 13日、天王洲銀河劇場） - 里子 役
  - 「エブリ 編」（2009年8月14日 - 16日、天王洲銀河劇場） - 山下 役
- NIGHT BALLET（2010年3月4日 - 20日、天王洲銀河劇場 / シアターBRAVA!） - 美咲 役[11]
- 熱海殺人事件 40years'NEW（2013年2月2日 - 3月2日、紀伊國屋ホール / 森ノ宮ピロティホール） - 水野朋子 役

### webドラマ
- 結婚させてください!! 「お義母さまはモンスター」（2014年6月2日 - 6日放送予定、NOTTV）

### CM
- リクルート タウンワーク（2008年1月 - ）
- ロッテ SPASH（2008年1月 - ）
- 中日本高速道路 企業（2008年2月 - ）
- 小林製薬 サラサーティコットン100（2008年3月 - ）
- カインズホーム 「マイクロファイバー掛布団」 / 「遮光カーテン」（2008年4月 - ）
- 味の素 「Do You umami?」（2008年4月 - ）
- ジョンソン・エンド・ジョンソン ワンデーアキュビュー・モイスト（2008年7月 - ） - レイナ 役[12]
- ダンロップファルケンタイヤ 「4輪車用タイヤ DSX-2」（2008年9月 - ）
- 星野リゾート RISONARE WEDDING（2008年10月 - ）
- JAL 国内線 JAL先得割引（2009年5月 - ）
- ヒト・コミュニケーションズ ヒトコム（2009年9月 - ）
- NTT東日本 DENPO115（2009年10月 - ）
- HITACHI 環境キャンペーン（2010年6月 - ）
- 日本たばこ産業 企業 「とある家族」（2010年 - 2011年） → 「JTな男」（2012年 - ）
- みずほ銀行 宝くじコーナー（2010年10月 - ）
- MTI ルナルナ（2010年12月 - ）
- カルビー Vegips（2011年6月18日 - ）[13]
- ユニリーバ・ジャパン Axe FRAGRANCE BODYSPREY（2011年7月 - ）[14]
- TamaHome（2011年12月25日 - ）
- 田中貴金属ジュエリー GINZA TANAKA（2012年2月 - ）[15]
- ダスキン ミスタードーナツ（2012年2月 - ）
- キユーピー 具のソース（2012年3月 - ）[16]
- JALカード（2012年10月 - ）
- ジョンソン スクラビングバブル 超強力トイレクリーナー（2013年9月 - ）
- 武田薬品工業 ルビーナめぐり（2014年10月 - ）

### MV
- SPLAY 「瞳」（2007年11月21日）
- 超新星 「ヒカリ」（2009年9月16日）
- コブクロ 「流星」（2010年11月17日）
- Crystal Kay 「君がいたから」（2015年6月3日）[17]